# Sybra papuana
Sybra papuana là một loài bọ cánh cứng trong họ Cerambycidae.